# IC 1541
IC 1541 ist eine Galaxie vom Hubble-Typ S im Sternbild Andromeda am Nordsternhimmel. Sie ist schätzungsweise 257 Millionen Lichtjahre von der Milchstraße entfernt.
Das Objekt wurde am 16. November 1897 vom französischen Astronomen Stéphane Javelle entdeckt.